# Vriesea oxapampae
Vriesea oxapampae är en gräsväxtart som beskrevs av Werner Rauh. Vriesea oxapampae ingår i släktet Vriesea och familjen Bromeliaceae. Inga underarter finns listade i Catalogue of Life.

## Bildgalleri

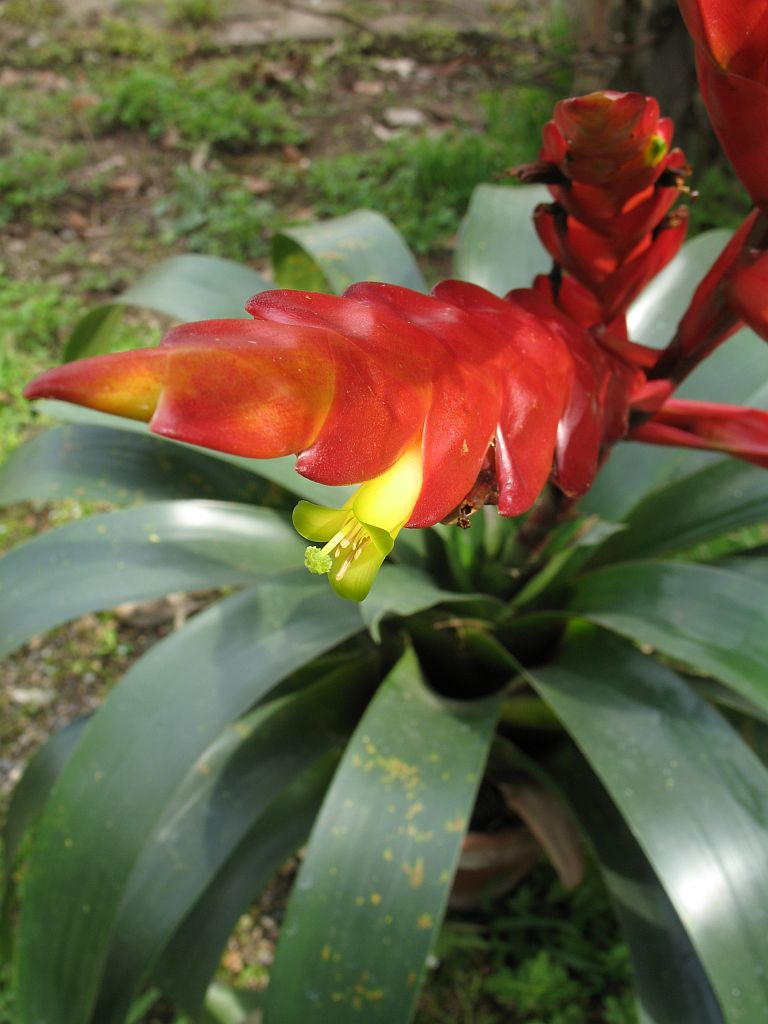